# Zomerrak
Het Zomerrak (Snekers en officieel: Somerrak, Fries: Simmerrak) is een kanaal (rak) in Sneek, in de Friese gemeente Súdwest-Fryslân.
Het kanaal loopt in het oosten van de stad tussen de Houkesloot en de Stadsgracht. Het vormt samen met de Houkesloot een belangrijke waterverbinding tussen Sneek en het Sneekermeer.

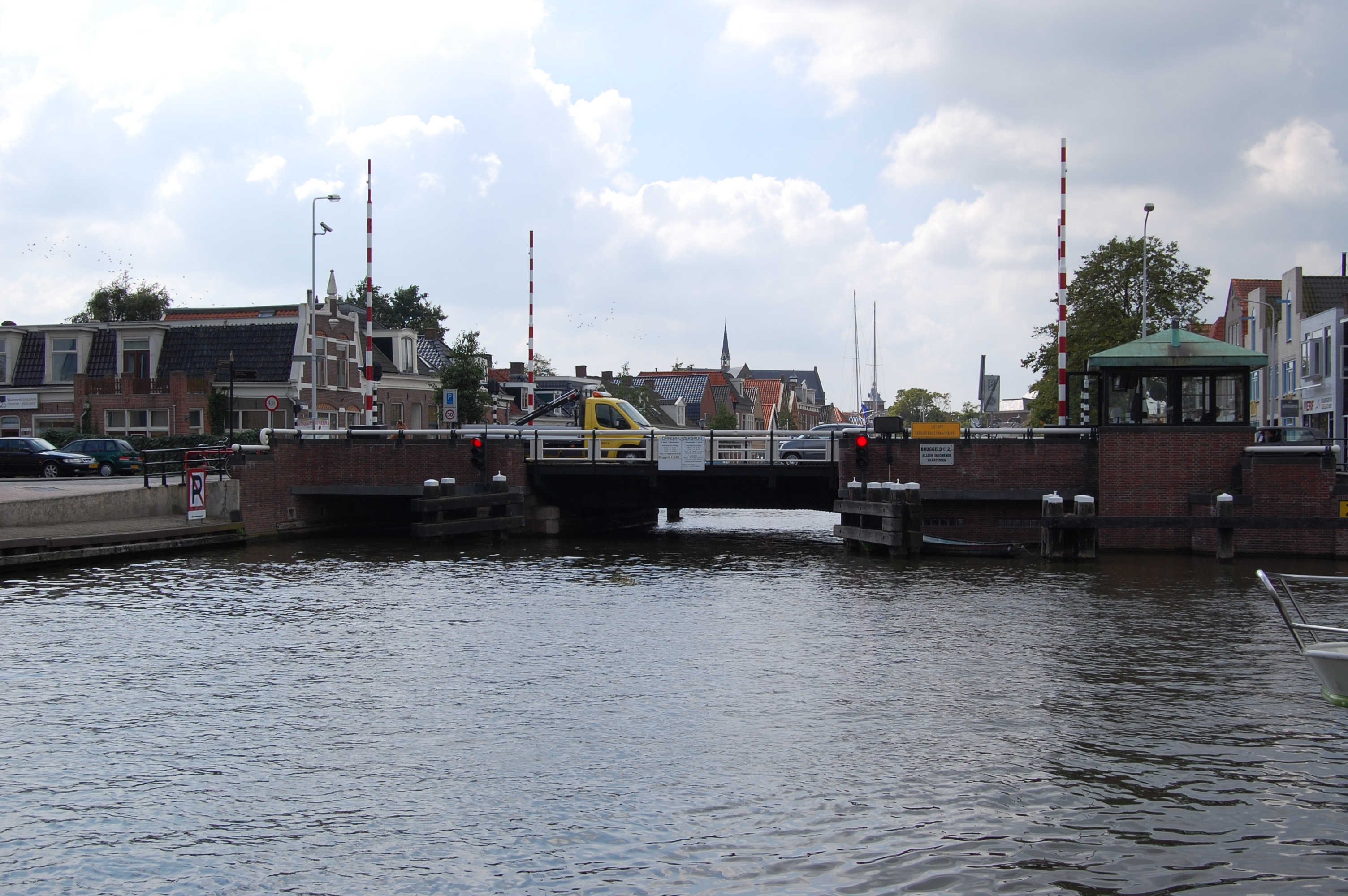
De Oppenhuizerbrug tussen het Zomerrak en de Stadsgracht